# Tel Gamma
Tel Gamma (תל גמה) est un tel du Néguev occidental au bord de la rivière Bésor, à proximité du kibboutz Réïm.
Le tel a été identifié par les chercheurs à la ville cananéenne de Yurzah (ירזה )  qui est citée dans des listes du pharaon Thoutmôsis III (XVe siècle av. J.-C.). Yurzah est à nouveau citée dans une inscription du souverain assyrien Assarhaddon (VIIe siècle) comme une des villes qui se sont soulevées contre la domination assyrienne et dont la reine a été déportée à Ninive. Elle apparaît avec la liste des villes situées le long de la Via Maris qui relie l'Égypte à la vallée de Jézréel par la plaine côtière. Le nom de Yurzah apparaît dans 2 lettres où le gouverneur de la ville, Pu-Hadad (ou Pu-Baal), est qualifié d'homme de Yurza (awelu să Yu-ur-za). La ville n'est pas mentionnée dans le Tanakh. Elle a pu être considérée comme relevant du territoire de Gaza

« C'est lui [ Ézéchias ] qui battit les Philistins jusqu'à ce qu'il se fût emparé de Gaza et de son territoire, depuis la tour des guetteurs jusqu'à la ville fortifiée »

— Livre des Rois II (18:8)
Les premières fouilles archéologiques, qui ont identifié par erreur le site à la Guérar biblique ont mis en évidence une occupation continue depuis le Bronze récent (« époque cananéenne ») jusqu'à l'époque byzantine : des bâtiments de style assyrien, des fourneaux pour la cuisson du fer, un hangar pour le stockage des céréales d'époque perse et plusieurs tombes d'époque byzantine.